# Дроз, Нюма
Нюма Дроз (фр. Numa Droz; 27 января 1844 года, Ла-Шо-де-Фон, кантон Невшатель, Швейцария — 15 декабря 1899 года, Берн, Швейцария) — швейцарский политик и публицист, президент Швейцарского союза в 1881 и 1887 годах. Демократ, противник социализма; член Радикально-демократической партии.

## Биография
Сын часовщика, Нюма Дроз работал сначала гравёром на часовом заводе, затем преподавал в начальной школе. С 1864 по 1871 год был редактором газеты «Le National suisse», основанной Андре Жакобом, и использовал это как трамплин в политику. В ноябре 1869 года он был избран в Большой совет кантона Невшатель. С декабря 1872 года представлял Невшатель в сенате Швейцарии и в 1875 году был его президентом.
- 6 декабря 1875 — 6 марта 1876 — президент Совета кантонов парламента Швейцарии.
- 18 декабря 1875 — 18 декабря 1892 — член Федерального совета Швейцарии.
- 1 января 1876 — 31 декабря 1878 — начальник департамента (министр) внутренних дел.
- 1 января 1879 — 31 декабря 1880 — начальник департамента торговли и земледелия.
- 1 января — 31 декабря 1881 — президент Швейцарии, начальник политического департамента (министр иностранных дел).
- 1 января 1882 — 31 декабря 1886 — начальник департамента торговли и земледелия.
- 1 января — 31 декабря 1886 — вице-президент Швейцарии.
- 1 января — 31 декабря 1887 — президент Швейцарии, начальник политического департамента.
- 1 января 1888 — 31 декабря 1892 — начальник департамента иностранных дел.

Умер 15 декабря 1899 года в возрасте 55 лет от менингита. Его именем названы улица в Ла-Шо-де-Фоне (rue Numa-Droz) и площадь в Невшателе (place Numa-Droz).